# Массімо Амброзіні
Массімо Амброзіні (італ. Massimo Ambrosini; нар. 29 травня 1977, Пезаро, Марке) — італійський футболіст, півзахисник.

## Кар'єра
Амброзіні почав свою кар'єру в Серії B в команді «Чезена» і потрапив у їхню першу команду у віці 17 років під час сезону 1994-95. Фабіо Капелло, на той момент тренер «Мілана», підписав з ним контракт на наступний рік, і, незважаючи на жорстку конкуренцію в зірковій команді, Амброзіні отримав кілька ігор, допомігши команді здобути чемпіонський титул. В сезоні 1996-97, Амброзіні був відправлений в оренду до «Віченци», де він був одним з ключових гравців команди, яка успішно зберегла свій статус в Серії А. Повернувшись на Сан-Сіро, Амброзіні, нарешті, застовбив за собою місце у першій команді, як «Мілан» повернув титул чемпіона в 1999 році. Наступні кілька сезонів були певним розчаруванням через травму коліна, після чого повернувся до фізичної готовності, щоб допомогти Мілану виграти Кубок Італії і Лігу чемпіонів УЄФА у 2003 році.
У 2003-04, хоча він і не зміг утвердити себе як гравця стартового складу через серію дріб'язкових травм і втрату форми, Амброзіні взяв участь у 20 матчах чемпіонату — в основному як заміна — і забив один гол, коли Мілан здобув 17-е чемпіонство. У березні 2005 року він поновив свій контракт на Сан-Сіро до червня 2008 року.
У 2004-05 роках, він робив зусилля, щоб увірватися в першу команду, і тільки взяв участь у 22 матчах, забивши один гол. Проте, це його гол, що допоміг здобути Мілану путівку у фінал Ліги чемпіонів УЄФА. Амброзіні забив головою гол у доданий час другої половини зустрічі з ПСВ Ейндговен, і Мілан пройшов за правилом виїзного голу. Однак, через ще одну травму Амброзіні пропустив фінальний матч в Стамбулі, коли Мілан зазнав поразки по пенальті від «Ліверпуля».
У 2005-06, він знову зазнав ряд травм, які обмежили його виступи лише до 13 матчів і одного голу і також позбавили можливості боротися за поїздку в складі збірної Італії на ЧС-2006 у Німеччині.
У 2006-07, Амброзіні повністю оговтався від травми. Він не був негайним вибором до стартового складу команди, але після серії чудових виступів, він у підсумку цього добився, і змусив Карло Анчелотті змінити свою тактичну схему з 4-3-1-2 на 4-3-2-1 (як альтернатива, 4-4-1-1). Він забив два вирішальні голи головою в Серії А проти «Сампдорії» і «Аталанти». Він був також одним з ключових гравців у перемогах «Мілана» над «Баварією» і «Манчестер Юнайтед» у Лізі чемпіонів УЄФА, балансуючи гру «Мілана» своїм баченням та лідерськими навичками.
Амброзіні був капітаном команди за відсутності Паоло Мальдіні протягом сезону 2007-08 років. У ході цієї кампанії, Амброзіні забив чотири голи. Він забив вирішальні голи «Палермо» і «Емполі», і грав дуже добре в міланському дербі проти «Інтера» 4 травня 2008 року, організувавши другий гол для Кака і показавши відмінну продуктивність протягом всієї гри, яку «Мілан» виграв 2-1. На жаль, незважаючи на перемогу 4-1 проти «Удінезе» в останній день сезону, Мілан здобув лише п'яте місце і право на участь в Кубку УЄФА 2008-09.
У 2008-2009 кампанії, Амброзіні знову виступав регулярно в стартовому складі, взявши участь у 26 матчах. Цей сезон також пам'ятний для нього, тому що йому вдалося забити 8 м'ячів (1 в Кубку УЄФА), більше, ніж він забивав у будь-який сезон у своїй кар'єрі з «Міланом».
6 липня 2009, команда «Мілан» зібралась для підготовки перед початком сезону, і Амброзіні був офіційно названий капітаном клубу, успадкувавши пов'язку від Мальдіні. 8 вересня 2009, він додав ще один рік до свого поточного контракту до 2011 року. По закінченні сезону 2011-12 Мілан зайняв друге місце, і Амброзіні ще на рік продовжив контракт з клубом.
4 липня офіційний сайт Фіорентини повідомив, що футболіст підписав однорічний контракт з флорентійським клубом.

## Титули та досягнення
- Чемпіон Італії: 1996, 1999, 2004, 2011
- Кубок Італії: 2003
- Суперкубок Італії: 2004,2011
- Ліга чемпіонів: 2003, 2007
  - фіналіст Ліги чемпіонів: 2005
- Суперкубок УЄФА: 2003, 2007
- Клубний чемпіонат світу з футболу: 2007
- Віце-чемпіон Європи: 2000